# جوزيف برانون دوولي
جوزيف برانون دوولي (بالإنجليزية: Joseph Brannon Dooley)‏ هو محامي وقاضي أمريكي، ولد في 13 ديسمبر 1889 في سان أنجيلو في الولايات المتحدة، وتوفي في 19 يناير 1967.